# Gheorghe I. Brătianu
Gheorghe (George) I. Brătianu (n. 28 ianuarie 1898, Ruginoasa, județul Iași – d. 23 sau 27 aprilie 1953, Sighetu Marmației) a fost un istoric, politician și profesor universitar român, membru titular al Academiei Române.

## Biografie
Gheorghe (George) I. Brătianu s-a născut la 28 ianuarie 1898, la Ruginoasa, în județul Iași. Era fiul lui Ion (Ionel) I.C. Brătianu și al prințesei Maria Moruzi-Cuza, văduva lui Alexandru Cuza. și nepotul lui Ion C. Brătianu. Părinții săi s-au despărțit imediat după o căsătorie de conveniență, înaintea nașterii lui George, pentru ca Ionel Brătianu să-l poată recunoaște ca fiu legitim. Relațiile dintre tată și fiu au fost sporadice, deoarece mama sa nu îngăduia contactele între cei doi, până  după 1918.
Copilăria și adolescența și-a petrecut-o alături de mama sa, la Ruginoasa, în palatul domnesc al lui Alexandru Ioan Cuza - construit în anul 1811 în stil neogotic, care aparținuse inițial familiei Sturza - actualmente muzeu și, la proprietatea din Iași a mamei sale, Casa Pogor. În anul 1916 și-a dat bacalaureatul la Iași, iar în vara aceluiași an - deoarece numele de Brătianu i-a deschis multe uși - îl vizitează pentru prima oară, la Vălenii de Munte, pe reputatul istoric Nicolae Iorga, care i-a publicat primul studiu, „O oaste moldovenească acum trei veacuri”, în „Revista istorică”, reprezentând debutul istoriografic al lui Gheorghe, în vârstă de 16 ani. La 17 ani Gheorghe Brătianu a înființat revista-manuscris „Încercări”.
După intrarea României în război, la 15 august 1916, Gheorghe I. Brătianu, în vârstă de 18 ani, se înrolează voluntar, fiind încorporat la Regimentul 2 Artilerie. În perioada 10 octombrie 1916 - 31 martie 1917 a urmat cursurile școlii de ofițeri de rezervă de artilerie, la Iași, iar la 1 iunie 1917 devine sublocotenent. În vara anului 1917 a fost rănit în lupta de la Cireșoaia, iar după însănătoșire a revenit pe frontul din Bucovina. Experiența de luptător și-a expus-o în cartea „File rupte din cartea războiului”.
În 1917 se înscrie la Facultatea de Drept din Iași, pe care a absolvit-o în 1919, ca licențiat în drept. Atras de istorie, abandonează cariera juridică și se înscrie la Universitatea Sorbona din Paris, unde frecventează cursurile unor istorici prestigioși, ca Ferdinand Lot și Charles Diehl, și obține licența în litere în 1921. Ulterior a devenit doctor în filosofie la Universitatea din Cernăuți (1923). În 1929 avea să susțină doctoratul (de stat) francez la Sorbona în Franța, cu teza intitulată Recherches sur le commerce génois dans la Mer Noire au XIIIe siècle („Cercetări privind comerțul genovez din Marea Neagră în secolul al XIII-lea”), obținând titlul de doctor în litere. Teza a fost tipărită la Paris, chiar în anul susținerii la Sorbona, în 1929.
La 27.01.1922 se căsătorise în București cu Elena Sturdza, sora prințului Mihai Gr. Sturdza

### Cariera profesională
Deși nu deținea vreun titlu academic în istorie, în 1924 este numit profesor universitar la catedra de istorie universală a Universității din Iași, iar din 1940, a Universității din București. În anul 1928 devine membru corespondent al Academiei Române și membru titular în 1942. Între 1935 și 1947 îndeplinește funcția de director al Institutului de Istorie Universală din Iași (1935-1940) și apoi al Institutului de Istorie Universală „Nicolae Iorga” din București (1941-1947).
Încă din deceniul al treilea al secolului al XX-lea, Gheorghe Brătianu  a fost ales membru corespondent al Societății Ligure di Storia Patria din Genova (1925), în 1935 membru al Institutului Kondakov din Praga, iar în 1936, al Societății de  Științe și Litere din Boemia. În 1926 a devenit  membru al Comitetului Internațional de Științe Istorice.

### Cariera politică
Ca politician, în aniul 1926 s-a înscris în Partidul Național Liberal (P.N.L.),  a devenit după un an, la 12 octombrie 1927, șeful PNL din Iași, pentru ca în 1930 să se declare opozant la politica PNL, care se opunea întoarcerii în țară a lui Carol Caraiman, viitorul rege Carol al II-lea al României și, ca unul din susținătorii - la vremea respectivă - a viitorului rege, va da curs sugestiilor acestuia și în anii '30 va sparge unitatea PNL prin crearea unei grupări dizidente: „PNL Gheorghe Brătianu” (Georgist).. 
Ca urmare a fost exclus din PNL, împreună cu  o serie de simpatizanți, precum Ștefan Ciobanu, Constantin C. Giurescu, P. P. Panaitescu, Simion Mehedinți, Arthur Văitoianu, Mihai Antonescu, etc. Deși cu o valoare  electorală precară, noua formațiune politică a sprijinit inițial, politica lui Carol al II-lea, dar s-a distanțat ulterior de aceasta, pe pretextul că promova o politică de fărâmițare a partidelor și de întărire a puterii sale personale.
Pe planul politicii externe, Gheorghe  Brătianu s-a opus politicii duse de Nicolae Titulescu de apropiere de Uniunea Sovietică, respingând orice fel de alianță cu aceasta și, preferând alianța cu Germania nazistă Carol al II-lea notează în jurnalul său că Gheorghe Brătianu era „marele apostol al înțelegerii cu Germania”.
În data de 22 octombrie 1934, ministrul german al aerului, Mareșalul Hermann Göring, în numele lui Adolf Hitler, propune ambasadorului român la Berlin, Nicolae Petrescu-Comnen, o ofertă germană către România, de garanție a granițelor, în special a graniței cu Uniunea Sovietică și cu Ungaria, și o reînarmare completă a armatei, cerând în schimb, ca România să se opună oricărei încercări de trecere a trupelor sovietice pe teritoriul național. Conform raportului  lui Petrescu-Comnen Nicolae Titulescu,  promisese partenerilor săi francezi și cehoslovaci, care încheiaseră tratate de asistență mutuală cu Uniunea Sovietică, pentru cazul unui conflict european, că va încheia și el un tratat similar, care ar fi permis trupelor sovietice să treacă prin România pentru a sprijini Franța și Cehoslovacia contra Germaniei, Acest raport nu a fost pus în discuția guvernului.
O lună mai târziu, în 20 noiembrie,  Mihail Sturdza i-a dezvăluit lui  Brătianu acest fapt la care, pentru a contracara politica primului ministru Titulescu, acesta se duce din inițiativă proprie la Berlin, unde are o serie de convorbiri cu Göring, Hitler și, cu baronul Konstantin von Neurath, ministrul de externe nazist, care-i reconfirmă oferta făcută României și, oferta va fi reînnoită cu aceiași oficiali, în 7 noiembrie 1936 și în 16 noiembrie 1936.   Brătianu a atacat în Parlament poziția lui Titulescu. "Pravda" din 15 decembrie 1936 l-a declarat lider fascist
Gheorghe Brătianu va susține în plenul Parlamentului, în 16 iunie 1936 :
„ Am onoarea a depune de pe acum pe biroul Adunării următoarele întrebări - nu atât pentru a căpăta un răspuns, pe care am toate motivele să nu-l cred apropiat - cât mai ales pentru a atrage din vreme atenția Parlamentului și a opiniei publice asupra unor împrejurări deosebit de îngrijorătoare. Când am criticat acum trei luni chestiunea unor angajamente luate de Guvernul român pentru eventuala trecere pe teritoriul său a unor formațiuni militare și materiale de război sovietice, mi s-au opus de pe banca ministerială cele mai categorice dezmințiri, însoțite de cele mai injurioase calificative. [...] Cu toate aceste dezmințiri și aprecieri, asupra autorității cărora nu mai insist, zvonurile îngrijorătoare nu au încetat să se răspândească. [...] Am citit însă deunăzi, în interviul pe care domnul Beneš, președintele Republicii Cehoslovace, l-a dat unui ziarist francez, după Conferința șefilor de state ai Micii Înțelegeri, care a avut loc la București, următoarea informație, a cărei importanță nu va scăpa nimănui: Dar dacă Franța și Anglia, ar fi atât de oarbe încât să nu-și înțeleagă misiunea, cele trei state au prevăzut toate ipotezele. [...] Eu știu, că în orice caz, Răsăritul le va trimite în ajutor oameni și arme. Dacă adăugăm la aceste cuvinte afirmațiile unor identități totale de vederi față de toate problemele [...] este logică întrebarea : Pe unde ne va trimite „Răsăritul” oameni și arme și dacă Pactul de asistență militară încheiat între Cehoslovacia și URSS cuprinde obligații de această natură pentru România? ”
(Președinția Adunării Deputaților, înreg. la nr. 2.340 din 16 iunie 1936 și nr. 33.569 din 18 iunie 1936)
Cu un an înainte, în 5 octombrie și 26 noiembrie 1935, Gheorghe Brătianu, a avertizat Parlamentul, în conformitate cu angajamentele Germaniei naziste, de pericolul pătrunderii trupelor sovietice pe teritoriul României, sub pretextul  imposibilității de a le impune plecarea de pe teritoriul românesc, atâta vreme cât Uniunea Sovietică avea pretenții asupra Basarabiei, susținând că deschiderea granițelor înseamnă de fapt o invitație spre bolșevizarea țării. 
La alegerile din decembrie 1937 a semnat un pact de neagresiune electorală cu Iuliu Maniu (PNȚ) și Corneliu Zelea Codreanu, (Mișcarea Legionară), împotriva guvernului condus de Gheorghe Tătărescu, prim ministru PNL, însă fără sprijinul „bătrânilor” din partid în frunte cu Dinu Brătianu. Scorul electoral al partidului condus de către Gheorghe  Brătianu a fost deosebit de precar, 3,89% (119.361) din voturi. În aceste condiții, Gheorghe Brătianu decide să se reîntoarcă în PNL, la 10 ianuarie va avea loc fuziunea dintre cele două formațiuni, ca după numai trei luni partidele politice vor fi dizolvate, iar liberalii se vor vedea nevoiți să activeze în ilegalitate. La 14 februarie 1938, este emis un decret-lege prin care activitatea politică a partidelor devenea ilegală, instaurând astfel dictatura regală.
Membru al Consiliului de Coroană,  Gheorghe Brătianu nu a participat la ședința din 27 iunie 1940, în care au fost cedate Basarabia și Bucovina de Nord, ci numai la cea din noaptea de 30 spre 31 august 1940, convocată în vederea acceptării sau respingerii Arbitrajului de la Viena. El a insistat pentru o rezistență militară, deoarece cedarea va aduce „prăbușirea, prăbușirea prin demoralizare, neputință și anarhie.”
După lovitura de stat a generalului Ion Antonescu de la 6 septembrie, când regele Carol al II-lea a fost detronat și obligat să plece în exil, va fi solicitat  să participe la guvernare, într-o formulă tripartită, împreună cu Mișcarea Legionară. Horia Sima a fost de acord, cu condiția să nu solicite ministerele vizate de legionari: interne, externe, educație și culte. Horia Sima afirma că Brătianu - deși a avut o valoare electorală sub-liminală - a cerut prea mult, respectiv, Vice-Președinția Consiliului de Miniștri, Ministerul de Externe și totalitatea ministerelor economice, astfel încât nu s-a ajuns la nici o înțelegere.   
La 22 iunie 1941, data intrării României în cel de-al Doilea Război Mondial, Brătianu, căpitan de rezervă, a fost mobilizat în Divizia 7 infanterie și, pe 12 iulie 1941 a fost atașat Comandamentului Corpului de Cavalerie, ca translator de limbă germană, până la demobilizarea sa, la 30 noiembrie 1941. În martie 1942 devine  maior la Corpul de Cavalerie, între 16 iulie-24 septembrie 1942 participă la luptele din Crimeea. În primăvara anului 1945 a revenit de pe front la Școala Superioară de Război, unde a ținut patru prelegeri, rezumate ulterior sub titlul „Formule de organizare a păcii în istoria universală”, dar numai prelegerea cu numărul 1 este cunoscută în prezent. În studiul său introductiv la ediția din 1980 a cărții lui Gheorghe I.Brătianu Tradiția istorică despre întemeierea statelor românești, publicată la Editura Eminescu, Valeriu Râpeanu afirmă că acel curs Formule de organizare a păcii în Istoria Universală a fost predat de Gh. I. Brătianu la Facultatea de litere din București, din acest curs fiind publicate două părți în Revue historique du Sud-Est Europėen, XXIII, Bucarest, 1946, ultima parte (p. 31-56) cuprinzând situația de după primul război mondial și câteva incursiuni în deceniul trei.
În paralel, continuă activitatea universitară. În anii 1941-1942 și 1942-1943 va ține cursul intitulat Chestiunea Mării Negre la Universitatea București. La 15 decembrie 1941, în lecția de deschidere a cursului despre istoria Mării Negre, Brătianu vorbea despre „spațiul de securitate” al României, un termen geopolitic pe care îl va defini ulterior drept spațiul care „cuprinde acele regiuni și puncte fără de care o națiune nu poate îndeplini nici misiunea ei istorică, nici posibilitățile care alcătuiesc destinul său”. El va face o distincție între spațiul de securitate, spațiul etnic și spațiul vital. Spațiul etnic era „spațiul locuit de același popor, în sensul de națiune”, iar spațiul vital era un „raport de forțe, spațiul peste care se întinde la un moment dat expansiunea unei forțe”. Spațiul de securitate putea să coincidă cu spațiul etnic-de unde rezultă o „poziție tare”-, putea, însă, să-l și depășească. Afirmarea spațiului de securitate nu înseamnă voința și dorința de-a acapara un „spațiu vital”, deci nu este expresia unei forțe în expansiune.
Brătianu identifica două „poziții cheie”, respectiv poziții geopolitice decisive pe care România trebuia să le includă obligatoriu în calculele ei strategice: 
“1. Intrarea Bosforului și, în general, sistemul strâmtorilor care duce navigația dincolo de această mare închisă; și 
2. Crimeea, care, prin porturile ei naturale, prin cetățile ei din timpurile cele mai vechi, prin bastionul maritim înaintat pe care-l reprezintă în Marea Neagră este evident o poziție stăpânitoare peste tot complexul maritim de aci. Cine are Crimeea poate stăpâni Marea Neagră. Cine n-o are n-o stăpânește. Este evident că această problemă se leagă de chestiunile noastre, pentru că, în definitiv, ce sunt strâmtorile altceva decât prelungirea gurilor Dunării”. 
Tot el adăuga că „noțiunea spațiului de securitate presupune că noi nu putem rămâne indiferenți față de ce se petrece în aceste două poziții cheie ale unei mări atât de strâns legate de existența noastră”. Istoria veacurilor XIX și XX era sintetizată de Brătianu ca fiind „o luptă pentru Marea Neagră între Rusia și Europa”. Cursul despre Chestiunea Mării Negre va fi litografiat, pentru uzul studenților, prin grija editorului Ioan Vernescu. Cartea despre Marea Neagră va fi tipărită postum. În anul 1988 a apărut o traducere în română a cărții lui Gh. Brătianu intitulată Marea Neagră. De la origini până la cucerirea otomană. Vol. I

### Începutul represiunilor comuniste

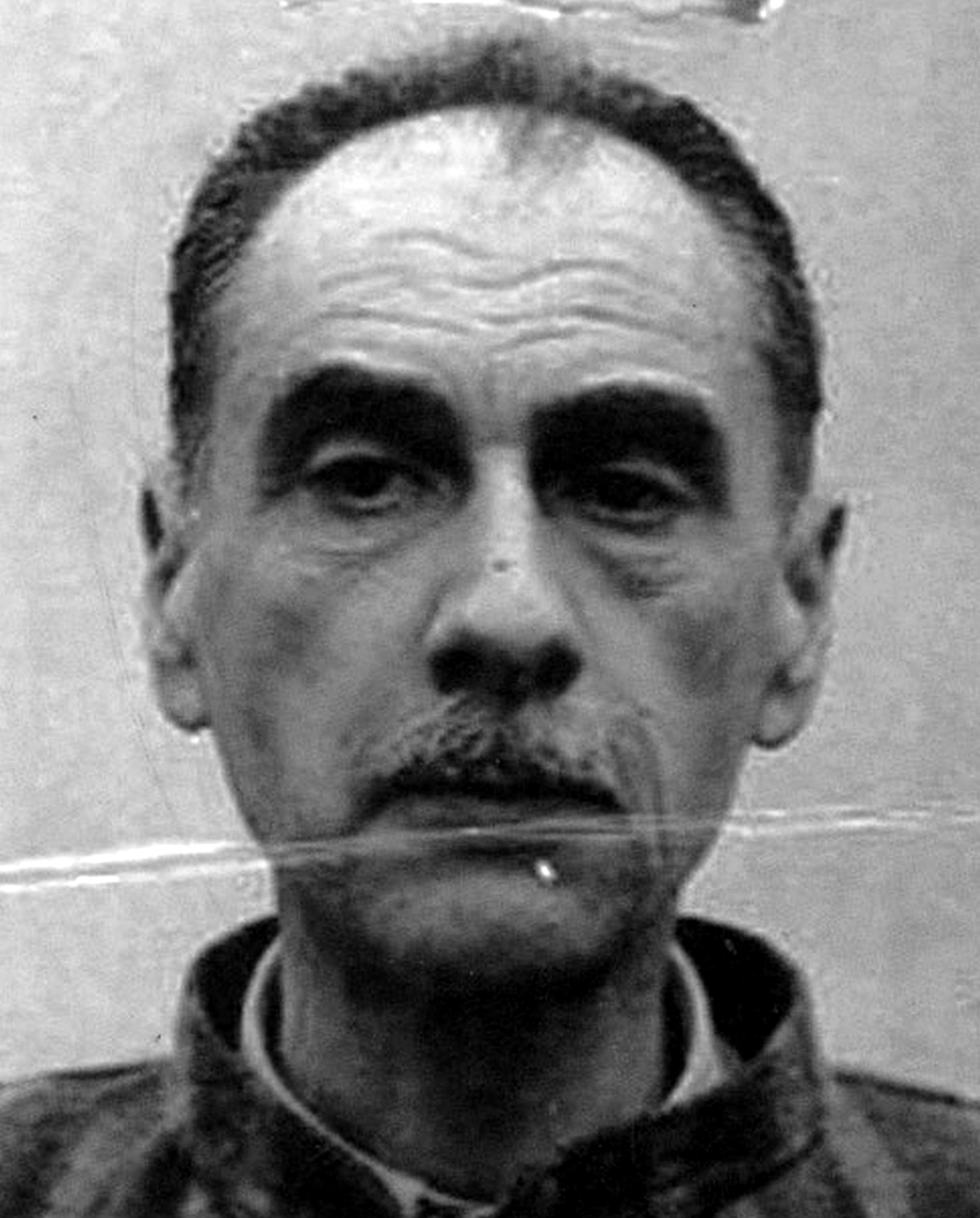
Gheorghe I. Brătianu în detenție

În 1947, în cadrul represiunilor dezlănțuite de autoritățile comuniste, este înlăturat de la catedra universitară și de la conducerea institutului de istorie, în septembrie i se fixează domiciliu forțat și i se interzic contactele externe. La 9 iunie 1948 – odată cu reorganizarea Academiei Române, care ia acum numele de Academia R.P.R. – i se retrage calitatea de academician ca, dealtfel, altor 97 de personalități științifice și culturale românești.

### Arestarea și detenția
În noaptea de 5/6 mai 1950, este arestat de organele securității și întemnițat la închisoarea din Sighet, fiind reținut aproape trei ani, fără să fi fost judecat și condamnat.

### Sfârșitul vieții
Într-una din zilele dintre 23 și 27 aprilie 1953 a murit în închisoare, la vârsta de 55 de ani, în condiții încă neelucidate. Potrivit mărturiilor altor deținuți, se pare că s-a spânzurat cu un laț făcut dintr-un cearșaf, neputând să mai suporte chinurile detenției. După alte surse se presupune că a fost bătut de un gardian până ce a murit. Tânărul (atunci) episcop greco-catolic și viitor cardinal Alexandru Todea, care și el era închis la Sighet pentru că nu acceptase trecerea obligatorie la ortodoxie, „a reușit să-i dea dezlegarea cea din urmă”. Această mărturie a contrazis ipoteza sinuciderii lui Gheorghe Brătianu în închisoare. În 1971, familia a fost autorizată să-l dezgroape din Cimitirul Săracilor din Sighet și să-l reînhumeze în cavoul Brătienilor de la Florica/Ștefănești, din județul Argeș.

## Distincții
- Ordinul Meritul Cultural în gradul de Cavaler cl. I, pentru litere (23 septembrie 1942)[30]

## Opera lui Gheorghe I. Brătianu
În calitatea sa de istoric, Gheorghe I. Brătianu a susținut cu tenacitate și rigoare științifică teza continuității poporului român în spațiul carpato-danubiano-pontic. Lucrările sale asupra prezenței românești în Basarabia sunt reprezentative pentru statura istoricului și conștiința omului politic. I s-a propus, dealtfel, să se dezică de tezele despre Basarabia, dar a refuzat, asumându-și cu luciditate responsabilitatea: "adevărul rămâne, indiferent de soarta celor care l-au servit". Asemeni lui Iuliu Maniu și a celorlalte personalități politice și culturale, care au murit sau au cunoscut teroarea comunistă a închisorilor, deportărilor și a coloniilor de muncă forțată, Gheorghe I. Brătianu se înscrie în constelația luminoasă de savanți și politicieni patrioți, ce legitimează identitatea etnică și culturală a poporului român.

### Principalele lucrări
- Recherches sur le commerce génois dans la Mer Noire au XIIIème siècle (1929)
- Une énigme et un miracle historique: Le peuple roumain (1937)
- O enigmă și un miracol istoric: poporul român (1940)
- Tradiția istorică despre întemeierea statelor românești (1945)
- Sfatul domnesc și adunarea stărilor în Principatele române (postum)
- Marea Neagră. De la origini până la cucerirea otomană (postum)